# Noordink
Noordink is een buurtschap in de gemeente Bronckhorst in de Nederlandse provincie Gelderland. Het ligt even ten noorden van het Gelderse Hengelo bij de weg naar Vorden.
Hoofdplaats: Hengelo      Stadjes: Bronkhorst · Laag-Keppel

Dorpen: Achter-Drempt · Baak · Drempt · Halle · Hengelo · Hoog-Keppel · Hummelo · Keijenborg · Kranenburg · Olburgen · Steenderen · Toldijk · Velswijk · Vierakker · Voor-Drempt · Vorden · Wichmond · Zelhem

Buurtschappen: Bekveld · Delden · Dunsborg · Eldrik · Gooi · Halle-Heide · Halle-Nijman · Heidenhoek · Heurne (deels) · Linde · De Meene · Medler · Meuhoek · Mossel · Noordink · Oosterwijk · Rha · Varssel · Veldhoek (deels) · Veldwijk · Wassinkbrink · Wientjesvoort · Wildenborch · Winkelshoek · Wittebrink · Wolfersveen

Voormalige gemeenten: Hengelo · Hummelo en Keppel · Steenderen · Vorden · Zelhem

Gelderland · Steden en dorpen in Gelderland      Nederland · Provincies · Gemeenten